# 추병갑
추병갑(秋炳甲, 1903년 8월 14일 ~ 1976년 2월 28일)은 대한제국 독립운동가이다. 호(號)는 청포(菁浦).

## 생애

### 어린 시절
충청남도 부여군 세도면 청포리에서 출생하였으며 지난날 한때 충청남도 천안군 직산면 신갈리에서 잠시 유아기를 보낸 적이 있는 그는 1916년 충청남도 천안보통학교(忠淸南道 天安普通學校) 졸업하였다.

### 청소년 시절에서부터 독립 운동 투신
1919년 3월 6일경 충청남도 부여군(扶餘郡) 세도면(世道面) 청포리(菁浦里) 사립 창영보통학교(私立昌永普通學校)에서 급사로 직위하였던 엄창섭(嚴昌燮) 등과 같이 독립만세시위를 계획하고 태극기(太極旗)를 제작, 준비하였다. 그리하여 동년(1919년) 3월 10일 충청남도 논산 강경(江景) 장날에 모인 다수 군중을 규합하여 대한 독립 만세 시위를 주동하다가 피체되었다. 동년(1919년) 6월 7일 충청남도 공주지방법원에서 징역 1년형을 받고 옥고를 치렀다.
1920년 3월 만기출감한 그는 충청남도 부여 향리를 떠나 충청남도 서산 개심사 예하 암자에서 불목하니 노릇을 하다가 3년 후 1923년 5월에 충남 서산 개심사 예하 암자 불목하니를 그만두고 국민정부 중화민국 대륙 본토 장쑤 성 상하이에 건너간 그는 1924년 3월에서 1926년 3월까지 국민정부 중화민국 대륙 본토 장쑤 성 상하이 주재 대한민국 임시정부 내무부 예하 행정서기관 직책을 지냈으며 1926년 3월에 대한 임정 내무부 예하 행정서기관 직책을 그만둔 후 1926년 4월에서 1929년 5월 초순까지 대한 임정 예하 한국독립당 초급행정위원 직위를 지낸 그는 1929년 5월 초순에 한국독립당 탈당을 하고 나서 1929년 6월 초에 상하이를 떠난 후 국민정부 중화민국 대륙 본토 푸젠 성 푸저우(福州)로 건너가 푸저우(福州)의 셔츠 공장 말단 직원과 푸저우 부농가 소작농(小作農)으로 종사하다가 그만두고 1933년 조선국 고국에 귀국하여 충청남도 천안군 광덕면 광덕리 사저(私邸)에서 충청남도 천안 지방 객지 주민으로 농사를 지으며 충청남도 천안 광덕보통학교 급사를 거쳐 충청남도 천안 풍세국민학교 급사로 재임하다가 1945년 충청남도 천안에서 8·15 조선 광복을 목도하였다.

### 1945년 조선 광복 이후
1945년 12월에 충청남도 천안 지방 풍세국민학교 급사를 그만두고 1946년 5월 중순에 충청남도 천안 지방을 떠나 충청남도 부여 향리에 귀향하였으며 1948년 대한민국 정부 수립 후 1948년 9월 16일에 서울로 상경하였지만 1개월 후 1948년 10월 16일에 경상남도 부산 지방으로 잠시 낙향하여 지내다가 1949년 2월 23일에 홍콩으로 출국하여 1956년 5월 11일까지 홍콩에 거주하여 미술품 상업(美術品 商業)을 하다가 1956년 5월 11일에 그만두고 대한민국 서울에 귀국하였다. 그 후 1958년 한국독립당에 복당하여 1958년까지 1959년까지 한국독립당 대표전임위원 직위를 지내다가 1959년 한국독립당을 두번째 탈당하였고 1976년 2월 28일을 기하여 대한민국 서울에서 병사하였다.

## 사후
대한민국 정부에서는 고인의 공훈을 기리고자 1986년 3월 1일을 기하여 대한민국 대통령 표창장을 1990년 8월 15일을 기하여 대한민국 건국훈장 애족장을 각각 추서하였다.